# Van Ockerhout
Van Ockerhout was een Zuid-Nederlandse notabele en adellijke familie, voornamelijk in Brugge gevestigd.

## Geschiedenis
De geschiedenis van de familie van Ockerhout begint met Jacob van Nokerhout, die in 1399 lid was in het ambacht van de keersgieters. Gedurende negen opeenvolgende generaties oefenden leden van de familie Van Ockerhout de beroepen uit van kaarsengieter, zeepzieder en kruidenier. Ze verlieten stilaan de ambachtelijke beroepen om jurist te worden.
In 1733 werd door keizer Karel VI adelsverheffing verleend aan Jeanne-Antoinette Terwe, weduwe van Pierre van Thienen en van Jacques van Ockerhout. Deze verheffing goldt ook voor haar zoons, Petrus van Thienen en Jacques-Bernard van Ockerhout.

## Genealogie

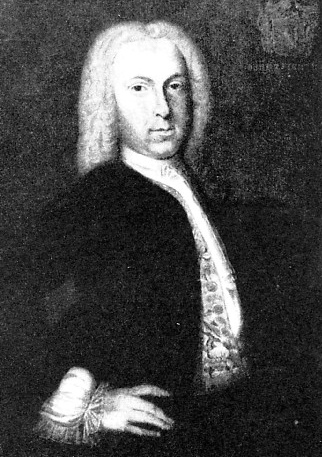
Jacques-Bernard van Ockerhout (1713-1754)

- Jacques van Ockerhout (1681-1713), x Jeanne Terwe (1691-1758).
- Jacques Bernard van Ockerhout (1713-1754) (zie hierboven en hierna), x Marie-Anne van den Bogaerde (1718-1796). Hij was licentiaat in de beide rechten en erfachtig schepen van de proosdij van Sint-Donaas. Ze kregen acht kinderen.
  - Jacques Pierre van Ockerhout de ter Zaele (zie hierna).
  - Laurent van Ockerhout (1746-1815)
  - Jean-Baptiste van Ockerhout (1751-1822), x Françoise Willaeys (1756-1832).
    - Jean-Baptiste van Ockerhout (zie hierna).

## Jacques van Ockerhout de ter Zaele

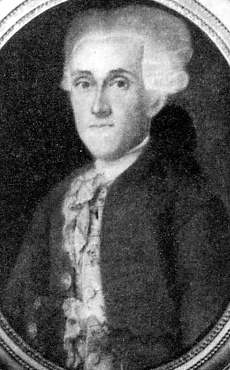
Jacques-Pierre van Ockerhout (1743-1823)

- Jacques Pierre Antoine van Ockerhout de ter Zaele (Brugge, 8 augustus 1743 - Loppem, 19 augustus 1825) werd raadslid van het Brugse Vrije. In 1822 werd hij erkend in de erfelijke adel onder het Verenigd Koninkrijk der Nederlanden en kreeg hij vergunning de ter Zaele aan zijn familienaam toe te voegen, in herinnering aan een heerlijkheid die door Jeanne Terwe bij de Van Ockerhouts was ingebracht. Hij trouwde in 1774 met Anne de Stappens (1752-1781), dochter van Philippe de Stappens en Marie-Anne Veranneman. In 1784 trouwde hij met Jeanne Triest (1760-1806), dochter van Charles Triest en Marie-Jeanne de Peellaert.
  - Jeanne van Ockerhout (1785-1834) trouwde met baron Pie de Crombrugghe de Looringhe (1782-1868).
  - Marie-Anne van Ockerhout (1786-1821) trouwde met Anselme Coppieters (1791-1831).
  - Jacques-Laurent van Ockerhout  (1788-1842) bleef vrijgezel en met hem stierf deze familietak uit.

## Jean-Baptiste van Ockerhout
- Jean-Baptiste Jacques Antoine van Ockerhout (Brugge, 19 april 1791 - Loppem, 23 juni 1861) was een zoon van Jean-Baptiste van Ockerhout, gemeenteraadslid van Brugge, en van Françoise Willaeys. Hij trouwde in 1827 met Thérèse van Caloen (1805-1876), dochter van Anselme van Caloen, burgemeester van Varsenare en van Thérèse Le Gillon de Basseghem. In 1822 werd hij erkend in de erfelijke adel. Hij was voorzitter van de Kunstacademie in Brugge en was zelf een verdienstelijk violist.
  - Leon van Ockerhout (1829-1919) was gemeenteraadslid van Brugge, provincieraadslid van West-Vlaanderen, senator en mecenas. Hij trouwde met Zoé van de Woestyne (1835-1908). 
    - Marie van Ockerhout (1858-1940) trouwde met Albert van Caloen (1856-1933), zoon van Charles van Caloen en Savina de Gourcy-Seraimchamps. Charles van Camoen bouwde het kasteel van Loppem tussen 1858 en 1862.

Met de dood van Leon van Ockerhout in 1919 doofde het geslacht van Ockerhout uit en zijn dochter, laatste naamdraagster, overleed in 1940.

## Galerij

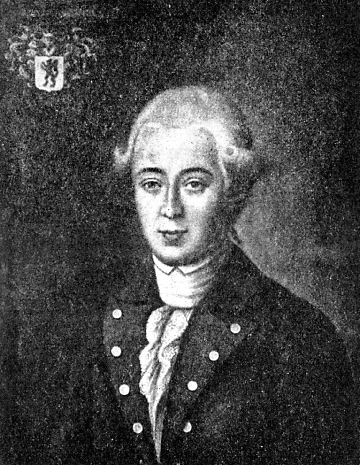
Jean-Baptiste van Ockerhout (1751-1822)
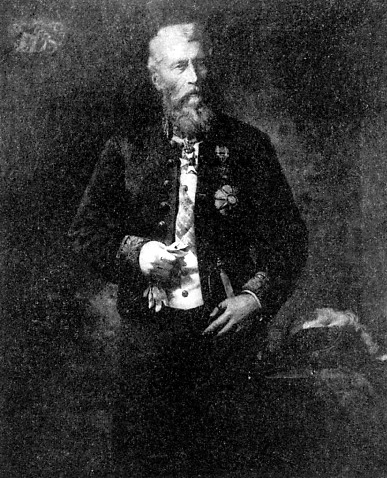
Leon van Ockerhout (1829-1919)
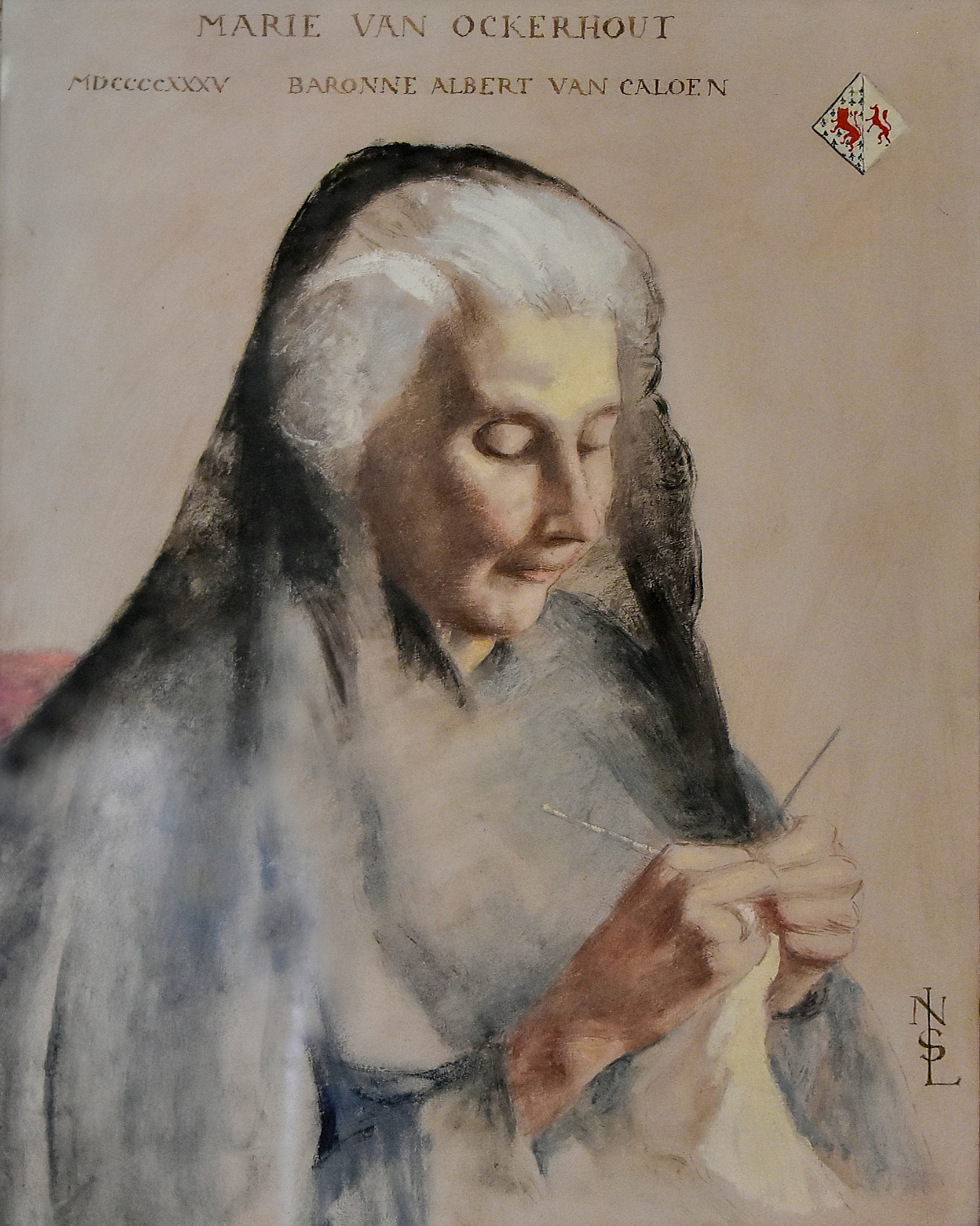
Marie van Ockerhout (1935), laatste kasteelvrouw van Loppem